# Radomyśl Wielki
Radomyśl Wielki è un comune urbano-rurale polacco del distretto di Mielec, nel voivodato della Precarpazia.
Ricopre una superficie di 159,64 km² e nel 2004 contava 13 636 abitanti.